# Inertialsystem
Ett inertialsystem eller en inertialram är koordinatsystem där Newtons första lag, tröghetslagen, gäller. Det betyder att krafter och accelerationer som eventuellt uppträder i beräkningar måste behandlas för sig. Alla inertialsystem är ekvivalenta och mekanikens lagar gäller i samtliga. Begreppet inertialsystem användes första gången av Ludwig Lange 1885.

## Klassisk mekanik
En fysikalisk referensram eller bara referensram, är knuten till en observatör och dennes rörelsetillstånd. Kumar och Barve menar att en sådan ram karakteriseras enbart av dess rörelsetillstånd. På denna punkt finns dock delade meningar. 
I en järnvägsvagn, som rör sig med jämn fart, rör sig en tappad kula som om den tappats i en stillastående vagn - vertikalt nedåt. Det är då möjligt att bortse från vagnens rörelse genom att definiera vagnen som ett inertialsystem. Innan kulan tappades rörde sig kulan med tågets hastighet och kulans tröghet orsakade att den fortsatte att röra sig med samma horisontella hastighet som tåget även när den föll. I ett sådant inertialsystem kommer alla observatörer i likformig rörelse att iaktta samma fysikaliska lagar och observatörer i andra inertialsystem kan konvertera sina observationer med en enkel Galilei-transformation. På så sätt kan en utomstående observatör dra slutsatsen att kulan som tappades i järnvägsvagnen föll rakt ned.
En icke-inertial referensram är en referensram som accelereras i förhållande till ett inertialsystem. I en accelererande referensram, kommer objekt att förefalla vara påverkade av fiktiva krafter. Om exempelvis  järnvägsvagnen accelererar, kommer kulan inte att förefalla att röra sig vertikalt i vagnen utan skulle se ut att avvika i horisontalled, eftersom vagnen och kulan inte längre har samma horisontala hastighet, när kulan faller. 

Tre referensramar i speciell relativitetsteori. Svart ram är i vila. Primad ram rör sig med 40% av ljushastigheten, dubbelprimad med 80%. Den saxlika ändringen märks när farten ökar.

## Relativitetsteorin
I speciella relativitetsteorin görs ibland skillnad mellan en observatör och en referensram. Enligt denna syn är en ram en observatör plus ett koordinatmönster konstruerat att vara ett ortonormalt högerhandsset av rumslika vektorer vinkelräta mot en tidslik vektor. Inertialsystem spelar en viktig roll i den speciella relativitetsteorin. Även den utgår från att alla inertialsystem är ekvivalenta – att även Maxwells ekvationer gäller i samtliga och att ljushastigheten är densamma i alla inertialsystem. Varje koordinatsystem har då en egen klocka och även tiden ändras enligt Lorentz' eller Woldemar Voigts transformationer.